# ジョルジェ・ジェズス
ジョルジェ・フェルナンド・ピニェイロ・デ・ジェズス（Jorge Fernando Pinheiro de Jesus, 1954年7月24日 - ）、通称ジョルジェ・ジェズス（Jorge Jesus）は、ポルトガル・リスボン県アマドーラ出身の元サッカー選手、現サッカー指導者。現役時代のポジションはミッドフィールダー。

## 経歴

### 選手時代
1940年代にスポルティングCPでプレーしたジェズス・ヴィルゴリーノは父親である。ジョルジェはスポルティングの下部組織で育ち、SCオリャネンセへのレンタル移籍中にスーペル・リーガ（1部）デビューを果たした。1975-76シーズンはスポルティングでプレーし、12試合に出場（先発出場は1試合）してクラブは5位となった。1976年にスポルティングを放出され、8年間で7クラブ（CFベレネンセス、GDリオペレ、ジュヴェントゥーデSC、ウニオン・レイリア、ヴィトーリア・セトゥーバル、SCファレンセ）を転々とした。スーペル・リーガでは通算166試合に出場して13得点を挙げた。リーガ・デ・オンラ（2部）のCFエストレラ・アマドーラやポルトゥゲーゼ・セカンド・ディヴィジョン（3部）のクラブでプレーした後、1989年、35歳で現役引退した。

### 指導者時代

#### 初期の経歴
下部リーグのアモラFCを率いた後、1993年にFCフェルゲイラスの監督に就任し、2年目にスーペル・リーガ（1部）昇格を果たした。1997-98シーズン終了後にリーガ・デ・オンラ（2部）降格となり、5シーズン指揮したクラブを離れた。続いて、選手時代の古巣であるCFエストレラ・アマドーラ監督に就任し、2シーズン続けてリーグ戦で8位となった。ヴィトーリア・セトゥーバルとエストレラ・アマドーラ（2度目）を立て続けにスーペル・リーガ昇格に導いた。2003-04シーズンはヴィトーリア・ギマランイスを率い、降格したFCアルヴェルサと勝ち点2差での残留を果たした。その後の4年間もスーペル・リーガのクラブを指揮し、2004-05シーズンはモレイレンセFCで降格を経験したが、ウニオン・レイリアを率いた後のCFベレネンセスでは2006-07シーズンにリーグ戦で5位となってUEFAカップ出場権を獲得した。また、同シーズンのタッサ・デ・ポルトガルではスポルティングに0-1で敗れたものの準優勝を果たした。

#### ブラガ
2008年5月にはCFベレネンセスの監督の地位を離れたが、その翌日にはSCブラガ監督に就任した。2008-09シーズンは優勝したFCポルトの本拠地エスタディオ・ド・ドラゴンや2位となったスポルティングの本拠地エスタディオ・ジョゼ・アルヴァラーデから勝ち点を持ちかえるなどし、リーグ戦ではUEFAヨーロッパリーグ出場権を獲得できる5位を確保した。名称変更前のラストシーズンとなったUEFAカップのグループリーグでは、ACミラン（イタリア）、VfLヴォルフスブルク（ドイツ）、ポーツマスFC（イングランド）、SCヘーレンフェーン（オランダ）と同組となった。5クラブ中3位となり、ポルトガル勢で唯一決勝トーナメントに進出すると、決勝トーナメント1回戦ではスタンダール・リエージュ（ベルギー）を破ってベスト16となった。UEFAカップでのハイライトはホームでポーツマスFCを3-0で下した試合であり、またロスタイムの失点により0-1で敗れたサン・シーロでのACミラン戦である。

#### ベンフィカ
2009年6月16日、キケ・サンチェス・フローレス監督の後任としてSLベンフィカ監督に就任した。ハビエル・サビオラ、ファビオ・コエントラン、ハビエル・ガルシアなどの豊富な新戦力を巧みに起用し、2009-10シーズン第3節のヴィトーリア・セトゥーバル戦では8-1、第5節のレイションイスSC戦では5-0、第8節のCDナシオナル戦では6-1と序盤戦から大勝を連発した。2009年10月5日、ホームでFCパソス・デ・フェレイラ戦 (3-1) に勝利し、指導者としてのポルトガルリーグ通算100勝を達成した。11月には初のデルビー・デ・リスボン（リスボン・ダービー）に臨み、スポルティングに0-0で引き分けた。2009-10シーズンはリーグ戦で78得点を挙げて2敗しかせず、5シーズンぶりのリーグ優勝に導いた。UEFAヨーロッパリーグでは準々決勝に進出したが、リヴァプールFCに2試合合計3-5で敗れてベスト8に終わった。タッサ・ダ・リーガでも優勝して国内2冠を達成し、契約を2013年まで延長した。
2010-11シーズンのリーグ戦では開幕から4戦して1勝3分と、開幕6連勝を記録したFCポルトに対して序盤で大きく差を付けられた。UEFAチャンピオンズリーグではオリンピック・リヨン（フランス）、シャルケ04（ドイツ）、ハポエル・テルアビブFC（イスラエル）と同組となったが、2勝4敗の勝ち点6でグループ3位に終わり、グループリーグ敗退となった。その結果出場したUEFAヨーロッパリーグの決勝トーナメント1回戦では、VfBシュトゥットガルトに2試合合計4-1で勝利した。クラブ史上初めてドイツのクラブにアウェーで勝利をおさめるとともに、1972-73シーズンにジミー・ヘイガン監督に導かれた際のクラブの連勝記録を更新した。リーグ戦と合わせて公式戦18連勝を達成したが、2011年3月のSCブラガ戦 (1-2) に敗れて連勝が止まった。決勝トーナメント2回戦ではパリ・サンジェルマンFC（フランス）、準々決勝ではPSVアイントホーフェン（オランダ）を下したが、同国対決となった準決勝でSCブラガに2試合合計2-2（アウェーゴール差）で敗れた。

#### スポルティングCP
ベンフィカとの契約延長交渉がまとまらなかったため、2015年6月5日、ベンフィカのライバルであるスポルティングCPの監督に就任した。

#### フェネルバフチェ
2022年、1年契約でフェネルバフチェの監督に就任。開幕から好調を維持し11節で首位に立ったが、15節のトラブゾンスポル戦に敗れて2位に後退。結局、最後までガラタサライから首位の座を奪還できず、最終的には35勝10分け7敗の2位でシーズンを終え、契約満了で退任。

#### アルヒラル
2023年、4年ぶりにアルヒラルへ復帰。

## タイトル

### 指導者時代
アモラFC
- ポルトゥゲーゼ・セカンド・ディヴィジョン:1回（1991-92）

SCブラガ
- UEFAインタートトカップ:1回（2008）

SLベンフィカ
- プリメイラ・リーガ:3回（2009-10、2013-14、2014-15）
- タッサ・デ・ポルトガル:1回（2013-14）
- タッサ・ダ・リーガ:5回（2009-10、2010-11、2011-12、2013-14、2014-15）
- スーペルタッサ・カンディド・デ・オリベイラ:1回（2014）

スポルティング・クルーベ・デ・ポルトゥガル
- タッサ・ダ・リーガ:1回（2017-18）
- スーペルタッサ・カンディド・デ・オリベイラ:1回（2015）

アル・ヒラル
- サウジ・スーパーカップ:1回（2018）

CRフラメンゴ
- カンピオナート・ブラジレイロ・セリエA:1回（2019）
- コパ・リベルタドーレス:1回（2019）
- スーペルコパ・ド・ブラジル:1回（2020）
- レコパ・スダメリカーナ:1回（2020）
- カンピオナート・カリオカ:1回（2020）

個人
- スーペル・リーガ最優秀監督賞:3回（2009-10、2013-14、2014-15）

## 個人成績

### 指導者成績
2021年12月23日時点
| クラブ                   | 就任           | 退任           | 記録   | 記録 | 記録 | 記録 | 記録  | 記録  | 記録  | 記録     |
| クラブ                   | 就任           | 退任           | 試合数 | 勝利 | 分け | 敗北 | 勝率  | 得点  | 失点  | 得失点差 |
| ------------------------ | -------------- | -------------- | ------ | ---- | ---- | ---- | ----- | ----- | ----- | -------- |
| FCフェルゲイラス         | 1993年11月1日  | 1996年5月12日  | 98     | 38   | 28   | 32   | 38.78 | 119   | 107   | +12      |
| FCフェルゲイラス         | 1997年2月23日  | 1998年1月11日  | 34     | 17   | 6    | 11   | 50    | 43    | 34    | +9       |
| CFウニオン               | 1998年4月11日  | 1998年5月17日  | 6      | 2    | 2    | 2    | 33.33 | 8     | 7     | +1       |
| CFエストレラ・アマドーラ | 1998年7月1日   | 2000年5月14日  | 73     | 23   | 28   | 22   | 31.51 | 79    | 79    | +0       |
| ヴィトーリアFC           | 2000年10月4日  | 2002年1月22日  | 30     | 18   | 5    | 7    | 60    | 58    | 40    | +18      |
| CFエストレラ・アマドーラ | 2002年2月2日   | 2003年3月4日   | 41     | 21   | 9    | 11   | 51.22 | 50    | 41    | +9       |
| ヴィトーリアSC           | 2003年12月10日 | 2004年5月10日  | 22     | 7    | 6    | 9    | 31.82 | 17    | 21    | -4       |
| モレイレンセFC           | 2005年4月5日   | 2005年5月24日  | 7      | 2    | 3    | 2    | 28.57 | 9     | 7     | +2       |
| UDレイリア               | 2005年9月26日  | 2006年5月11日  | 30     | 13   | 6    | 11   | 43.33 | 43    | 34    | +9       |
| CFベレネンセス           | 2006年5月12日  | 2008年5月19日  | 75     | 33   | 15   | 27   | 44    | 94    | 78    | +16      |
| SCブラガ                 | 2008年5月20日  | 2009年6月16日  | 53     | 27   | 14   | 12   | 50.94 | 77    | 35    | +42      |
| SLベンフィカ             | 2009年6月17日  | 2015年6月30日  | 321    | 225  | 51   | 45   | 70.09 | 674   | 249   | +425     |
| スポルティングCP         | 2015年6月5日   | 2018年6月5日   | 158    | 99   | 26   | 33   | 62.66 | 302   | 146   | +156     |
| アル・ヒラル             | 2018年6月5日   | 2019年1月30日  | 25     | 20   | 4    | 1    | 80    | 65    | 21    | +44      |
| CRフラメンゴ             | 2019年6月20日  | 2020年7月17日  | 57     | 43   | 10   | 4    | 75.44 | 129   | 47    | +82      |
| SLベンフィカ             | 2020年8月3日   | 2021年12月28日 | 83     | 52   | 17   | 14   | 62.65 | 182   | 180   | +102     |
| 合計                     | 合計           | 合計           | 1,228  | 680  | 270  | 278  | 55.37 | 2,091 | 1,143 | +948     |